# Чёрт на колокольне
«Чёрт на колоко́льне» (англ. The Devil in the Belfry) — сатирический рассказ Эдгара Аллана По 1839 года.

## Сюжет
В сонном, скучном, очень голландском городке Школькофремене (англ. Vondervotteimittiss, искажённое I wonder what time it is), жители которого только и делают, что с чувством собственного достоинства курят трубки, квасят капусту и гордятся своими часами, полагая, что любые изменения в жизни вредны, а за пригородными холмами ничего нет, появился странный субъект, маленького роста, в щеголеватом наряде. За пару минут до полудня он вихляющей походкой, скаля зубы и играя что-то невообразимое на огромной скрипке, спустился с холмов, направился прямиком на городскую площадь, залез на башню, отколошматил смотрителя и сделал с городскими часами что-то такое, после чего они стали бить в полдень тринадцать раз. Жизнь городка была настолько подчинена распорядку, что вслед за главными часами «лишний» час отбили все часы в городе, за этот час успели прогореть все трубки горожан, перепреть заквашенная капуста, дети проголодаться. Довершили поднятый переполох кошки и свиньи, устроившие страшный кавардак на улицах города. И всё из-за одного пришельца, которого теперь никак не могут прогнать с колокольни.

## Анализ
Некоторые детали рассказа указывают на то, что По высмеивает в нём президента Соединённых Штатов Мартина Ван Бюрена, голландца по происхождению, и его избирательную кампанию. В то же время чёрт играет на огромной скрипке мелодию под названием «Judy O’Flannagan and Paddy O’Rafferty», то есть ирландскую, так что политическая мишень не была для писателя главной.
Критики часто сравнивают рассказ с другой сатирой — «История Нью-Йорка» (A History of New-York) Вашингтона Ирвинга, написанный им под псевдонимом «Diedrich Knickerbocker».

## Публикации
Рассказ впервые появился в номере филадельфийской «Saturday Chronicle and Mirror of the Times» от 18 мая 1839.
Первый русский перевод, выполненный Дмитрием Михаловским, опубликован во «Времени» (1861, кн. 1) под названием «Чёрт в ратуше»; в этом же номере впервые в России напечатаны рассказы «Сердце-обличитель» и «Чёрный кот». В современных изданиях печатается перевод Владимира Рогова.

## Иллюстрации
Рассказ иллюстрировали многие известные художники, среди которых итальянский гравёр Альберто Мартини, изобразивший финальную сцену на башне, и бельгиец Джеймс Энсор — на его рисунке отображён момент появления незнакомца в городке.

## Постановки
Между 1902 и 1911—1912 годами французский композитор Клод Дебюсси работал над одноактной оперой по новелле «Чёрт на колокольне» (фр. Le diable dans le beffroi). По его словам, он хотел создать «счастливую смесь реального с фантастическим» и «положить конец представлению о дьяволе, как о духе зла — это просто дух противоречия». Его персонаж не говорит и не поёт, только насвистывает.
Опера «Чёрт на колокольне» (итал. Il Diavolo nel campanile) была написана итальянским композитором Адриано Луальди и поставлена в 1925 году в театре Ла Скала.